# موز قزم صيني
موز قزم صيني أو مويز ازغب الثمرة أو موز اللوتس الذهبي أو موز أصفر صيني (الاسم العلمي: Musella lasiocarpa)، هو النوع الوحيد في جنس المويز. هو قريب من الموز، وهو أيضًا عضو في فصيلة الموزية. يعود أصل النبات إلى مقاطعة يونان في الصين، حيث ينمو في أعالي الجبال حتى ارتفاع 2500 متر. تشتهر بأزهارها الكاذبة الصفراء المنتصبة (انظر الصورة)، والتي تظهر بشكل عام خلال السنة الثانية من الزراعتها، والتي يمكن أن تستمر بضعة أشهر. قبل تتفتح، يشبه البوغ الكاذب الأصفر زهور زهرة اللوتس والتي حصل النبات منها على أحد أسماءه.
تحت الاسم المرادف له "موز أزغب الثمرة"، حاز هذا النبات على جائزة الجمعية الملكية البستانية جائزة الاستحقاق للحدائق. يمكن زراعته في الخارج، لكنه يتطلب حماية من درجات حرارة تجمد.

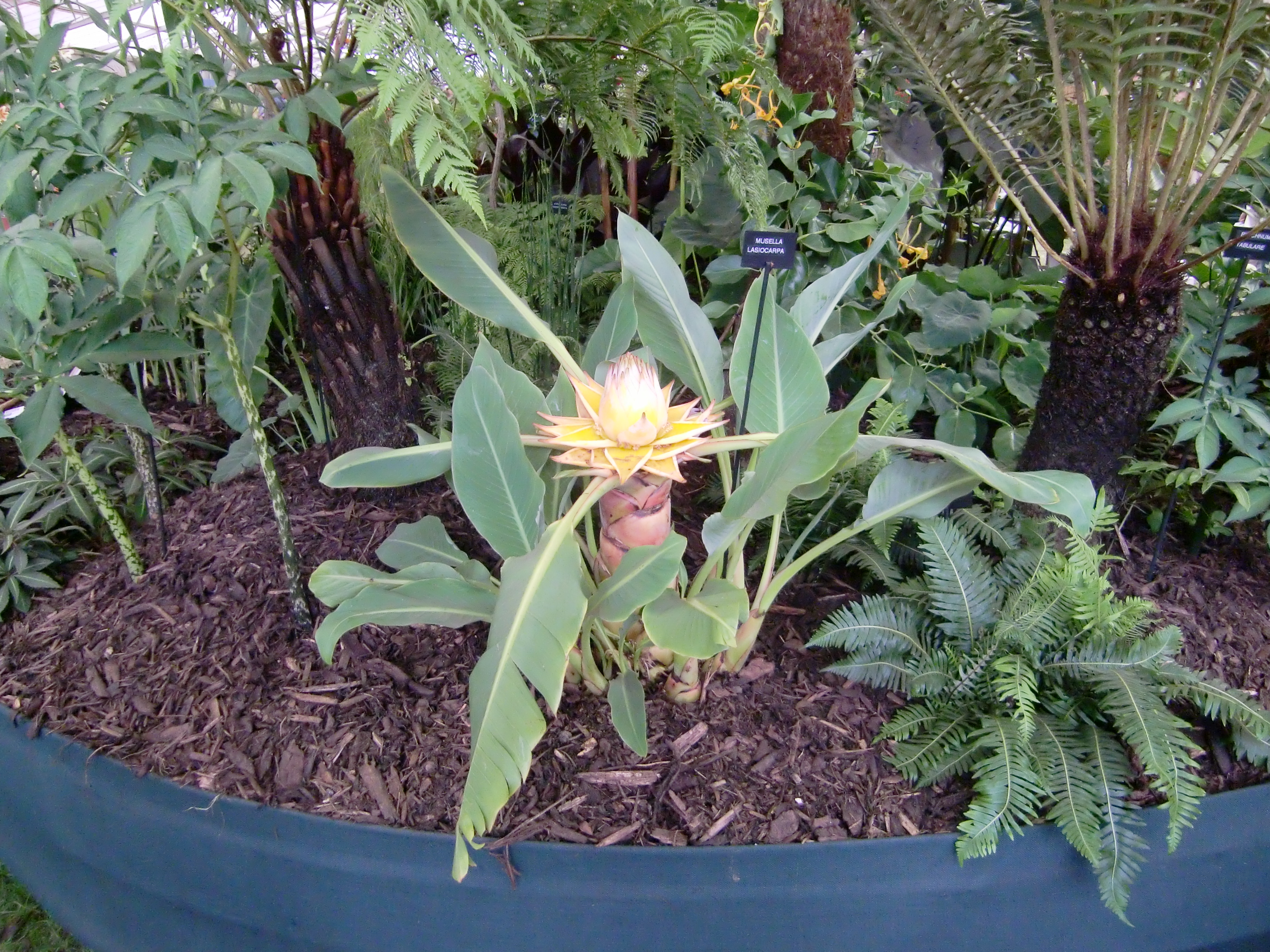

## روابط خارجية
- Bananas.org: Musella lasiocarpa